# Best Style!
Best Style!は、2018年4月6日から長野エフエム放送（FM長野）で放送されているラジオ番組。

## 概要
週末のランチタイムに心地よい音楽と長野県内の話題を紹介している。

## 放送時間
- 金曜 11:30 - 12:49

## 出演者
現在
- 最上純子（2023年4月7日 -）

過去
- 最上純子（2018年4月6日 - 2021年12月31日[1]）
- 本間香菜子（2022年1月7日 - 2023年3月31日）

## 主なコーナー
- 11:55 - FM長野ニュース
- 12:08頃 - しあわせ信州ナビゲーション